# Sandgate (Kent)
Sandgate è un villaggio e parrocchia civile dell'Inghilterra, appartenente alla contea del Kent.